# سيباستيان لوكلير
سيباستيان لوكلير (بالفرنسية: Sébastien Leclerc) هو سياسي فرنسي، ولد في 28 مارس 1970 في ليزيو في فرنسا. حزبياً، نشط في الجمهوريون.

## مناصب
- انتخب member of the departmental council  [لغات أخرى]‏ عن دائرة Canton of Livarot-Pays-d'Auge [الإنجليزية]‏ (29 مارس 2015 – ).
- انتخب عضو المجلس العام  [لغات أخرى]‏ عن دائرة Canton of Livarot-Pays-d'Auge [الإنجليزية]‏ (2004 – 29 مارس 2015).
- انتخب رئيس بلدية [الإنجليزية]‏ Livarot-Pays-d'Auge [الإنجليزية]‏ (2016 – 12 يوليو 2017).
- انتخب رئيس بلدية [الإنجليزية]‏ Livarot [الإنجليزية]‏ (مارس 2008 – 2016).
- انتخب نائب فرنسي عن دائرة Calvados's 3rd constituency [الإنجليزية]‏ وقد انضم خلال فترته النيابية [الإنجليزية]‏ (21 يونيو 2017 – ) للكتلة البرلمانية Republican Right group [الإنجليزية]‏.